# Bukowo, Hạt Wałcz
Bukowo [buˈkɔvɔ] là một ngôi làng thuộc khu hành chính của Gmina Człopa, thuộc hạt Wałcz, Tây Pomeranian Voivodeship, ở phía tây bắc Ba Lan. Nó nằm khoảng 5 kilômét (3 mi) phía đông bắc Człopa, 26 km (16 mi) phía tây nam của Wałcz và 114 km (71 mi) về phía đông của thủ đô khu vực Szczecin.